# Borophaga insignis
Borophaga insignis är en tvåvingeart som beskrevs av Borgmeier och Prado 1975. Borophaga insignis ingår i släktet Borophaga och familjen puckelflugor. Inga underarter finns listade i Catalogue of Life.